# Howlin' Wolf
Chester Arthur Burnett (White Station, 10 de junho de 1910 — Hines, 10 de janeiro de 1976), mais conhecido como Howlin' Wolf foi um importante cantor, compositor e guitarrista de blues. Com uma voz rouca e alta e um físico avantajado, Wolf é um dos mais significativos cantores de blues clássico de Chicago. Seu estilo ligeiramente tímido contrastava com as menos crua mas ainda assim poderosas apresentações de seu astro contemporâneo Muddy Waters.
Howlin' Wolf, Sonny Boy Williamson II, Little Walter e Muddy Waters são geralmente citados como os melhores músicos de blues que gravaram pela Chess Records. Em 2004, a revista Rolling Stone colocou Wolf como número #51 na sua lista de "100 Melhores artistas de todos os tempos".

## Infância
Nascido em White Station, Mississipi, próximo a West Point, ele recebeu o nome do 21.º presidente dos Estados Unidos, e mais tarde foi apelidado "Big Foot Chester" e "Bull Cow" por causa de seu tamanho. Certa vez ele explicou a origem do apelido "Howlin Wolf", disse que seu avô lhe contava histórias sobre os lobos daquela parte do país e avisava ele de que caso não se comportasse os lobos uivantes iriam pegá-lo.
De acordo com o documentário "The Howlin Wolf History - The Secret History of Rock & Roll", os pais de Wolf se separaram quando ele era pequeno, e sua mãe, uma mulher muito religiosa o colocou para fora de casa ainda criança por que ele se recusava a trabalhar na fazenda. Depois disso ele se mudou para a casa de um tio que o tratava muito mal. Quando tinha 13 anos, fugiu e diz ter caminhado 85 km a pé para se juntar ao seu pai, onde finalmente encontrou um lar feliz junto com seus vários irmãos paternos. Durante o pico de seu sucesso, ele retornou para sua casa em Chicago para ver sua mãe novamente, o que acabou o deixando muito magoado, pois sua mãe o rejeitou e recusou pegar o dinheiro que ele estava lhe oferecendo, dizendo que ele havia ganho aquilo tocando a "música do diabo".
Em 1930, Wolf conheceu Charley Patton, o mais popular bluesman no Delta na época. Wolf escutava Patton tocar todas as noites no lado de fora de um bar. Patton tocava "Pony Blues," "High Water Everywhere," "A Spoonful Blues," and "Banty Rooster Blues" entre outras. Os dois se tornaram amigos e tão logo Patton estava ensinando Wolf a tocar.

## Carreira
Wolf fez alguns spots publicitários para um programa de rádio da estação "KWEM" de Memphis. O programa chamou a atenção de Ike Turner que acabou produzindo as primeiras gravações de Wolf pela gravadora "RPM Records". Essas gravações acabaram lhe assegurando um contrato com Sam Phillips na Sun Records. Seus primeiros hits foram "How Many More Years" e "Moanin at Midnight". As gravações master foram mais tarde vendidas para a Chess Records.
Em 1952 se mudou para Chicago, deixando sua banda para trás em Memphis. Ele abriu um pequeno clube para apresentar talentos locais de blues, incluindo ele.
Apesar de haver uma rivalidade evidente entre Wolf e Muddy waters, foi  Waters quem conseguiu o primeiro trabalho para Wolf em Chicago. Tinham grande admiração um pelo outro. Eles chegaram a gravar sessões juntos acompanhados de outros grandes músicos como Little Walter e Bo Diddley, essas gravações mais tarde foram lançadas com o nome de "The Super Super Blues Band" e "The Super Blues Band".
Wolf nunca lia música. Ele sentava em uma cadeira de metal no estúdio, com um óculos grande, camisa aberta tocando algum ritmo na guitarra de acordo com aquilo que parecia bom para ele. Geralmente ele demonstrava uma base do que queria para os músicos de sua banda e seguia em frente, enquanto os outros precisavam entender e tocar instintivamente até acertar o que Wolf queria.
Em 1972 foi graduado como doutor honorário de artes pelo Columbia College, e em 1975 foi premiado no Montreaux Festival pelo álbum "Back Door Wolf".

## Discografia selecionada
- 1966: Big City Blues, United
- 1966: The Real Folk Blues (gravado entre 1956-65), Chess
- 1967: (com Hubert Sumlin, Otis Spann, Willie Dixon e outros) More Real Folk Blues (gravado entre 1953-57), Chess
- 1969: This is Howlin's Wolf's New Album (ou The Howlin Wolf Album)
- 1971: The London Howlin' Wolf Sessions (acompanhado de Eric Clapton, Steve Winwood e The Rolling Stones), Chess
- 1971: Message to the Young, Chess
- 1973: The Back Door Wolf, Chess
- 1977: Change My Way, Chess
- 1987: Moanin' in the Moonlight (gravado entre 1951-59), Chess
- 1989: Cadillac Daddy: Memphis Recordings, 1952, Rounder
- Chicago: 26 Golden Years, Chess
- His Greatest Sides, Vol. 1, Chess
- Howlin' Wolf: Moanin' in the Moonlight, Chess
- Live and Cookin' at Alice's Restaurant, Chess
- Evil, Chess
- Howlin' Wolf: Chess Blues Masters, Chess
- The Legendary Sun Performers: Howlin' Wolf, Charly
- I'm the Wolf, Vogue
- This Is Howlin' Wolf's New Album, Cadet C.
- From Early til Late, Blue Night
- Going Back Home, Syndicate Chapter.
- Heart Like Railroad Steel: Rare and Unreleased Recordings, Vol. 1, Blues Ball.
- Can't Put Me Out: Rare and Unreleased Recordings, Vol. 2, Blues Ball.
- Ridin' in the Moonlight, Ace.
- Howlin' Wolf & Funny Papa Smith, Yazoo, (com Funny Papa Smith)